# Ebbes de Déols
Ebbes de Déols, ou Ebbes le Noble, est un noble du Haut Moyen Âge, mort en 935.
Il est le premier seigneur de Déols historiquement attesté.
Il naît le 30 novembre 874.
Le 2 septembre 917, l’abbaye Notre-Dame de Déols (abbaye de Déols) ou abbaye Notre-Dame de Bourg-Dieu, est fondée à Déols par Ebbes le Noble, seigneur de Déols.
Il donne différents biens afin qu'un monastère régulier soit élevé à Déols, à la condition expresse qu'il soit dirigé par Bernon, qui à l'époque est déjà abbé de Cluny. En cela, il copie son suzerain Guillaume, duc d'Aquitaine.
En 920, L'abbaye bénédictine Saint-Gildas de Châteauroux (quartier Saint-Christophe) fut fondée par Ebbes, pour des moines bretons venus de Saint-Gildas-de-Rhuys se réfugier à la suite des invasions normandes.
En 927, l’acte de confirmation est signé au Château de Déols de la fondation de Notre-Dame de Déols, qui est placé sous l’autorité directe du Pape (et non de l’Evêque de Bourges).
Vers 934, Odon, le deuxième abbé de Déols, ainsi que de Cluny, réputé comme un excellent réformateur de monastères, obtient du pape Jean XI le droit de recevoir ceux qui souhaiteraient quitter leur monastère d'origine pour rejoindre celui de Déols « dans le but de mener une vie plus parfaite ».
Il meurt en combattant les Hongrois à Orléans en 935.
Son frère Launus, devint archevêque de Bourges de 948-955
D'Aldesinde de ??? (ca 905 - 954) il a un fils Raoul, qui lui succède.